# Сергиевские ведомости
«Се́ргиевские ве́домости» — еженедельная газета Сергиево-Посадского района Московской области.
В газете публикуются городские и районные новости, информационные статьи, рекламные материалы и объявления, телепрограмма. Материалы газеты «Сергиевские ведомости» используют в своей работе руководители промышленных, муниципальных и коммерческих предприятий района.
«Сергиевские ведомости» распространяется по подписке и в розницу на территории района, включая такие населённые пункты как Сергиев Посад, Пересвет, Реммаш, Хотьково, Краснозаводск, Новый, Лоза, Богородское, Шеметово, Скоропусковский, Березняки, Смена.

## История
Сергиево-Посадское информационное агентство Московской области и газета «Сергиевские ведомости» были образованы в 2006 году. Первый номер издания вышел 22 декабря 2006 года.
Учредители — «Сергиево-Посадское информационное агентство Московской области», «Редакционно-информационный центр Московской области», главное управление по делам печати и информации правительства Московской области и администрация города Сергиев Посад.
16 февраля 2015 года состоялась встреча депутата Московской областной думы Александра Волнушкина, который тогда посетил Сергиево-Посадский район, с редакцией «Сергиевских ведомостей».
В мае 2014 года по инициативе журналистов «Сергиевских ведомостей» в Культурно-просветительском центре «Дубрава» имени протоирея Александра Меня прошёл закрытый показ фильма режиссёра Кшиштофа Занусси «Инородное тело».
В 2016 году газета отметила 10-летний юбилей.
Летом 2020 года внештатный автор издания Ольга Батищева посетила Магаданскую область и написала о путешествии, которое длилось 39 дней, статью.
По состоянию на сентябрь 2021 года главным редактором «Сергиевских ведомостей» является Ольга Неяскина. Тираж издания составляет 9 000 экземпляров.